# Prix littéraires du Gouverneur général 2005
Les finalistes aux Prix littéraires du Gouverneur général pour 2005, un des principaux prix littéraires canadiens, ont été annoncés le 17 octobre 2005. Les lauréats ont été annoncés le 16 novembre 2005.

## Français

### Prix du Gouverneur général: romans et nouvelles de langue française
- Aki Shimazaki, Hotaru
- Marie-Claire Blais, Augustino et le Chœur de la destruction
- Nicolas Dickner, Nikolski
- Christiane Frenette, Après la nuit rouge
- Guy Lalancette, Un amour empoulaillé

### Prix du Gouverneur général: poésie de langue française
- Jean-Marc Desgent, Vingtièmes siècles
- Marc-André Brouillette, M'accompagne
- François Dumont, Brisures
- Danielle Fournier, Il n’y a rien d’intact dans ma chair
- Fernand Ouellette, L’Inoubliable : Chronique I

### Prix du Gouverneur général: théâtre de langue française
- Geneviève Billette, Le Pays des genoux
- Jean-Rock Gaudreault, Pour ceux qui croient que la Terre est ronde
- François Godin, Louisiane Nord
- Marie-Christine Lê-Huu, Jouliks

### Prix du Gouverneur général: études et essais de langue française
- Michel Bock, Quand la nation débordait les frontières : les minorités françaises dans la pensée de Lionel Groulx
- Paul Bleteau et Mario Poirier, Le Vagabond stoïque : Louis Hémon
- Gilles Dostaler, Keynes et ses combats
- Éric Méchoulan, Le Livre avalé : de la littérature entre mémoire et culture (XVIe – XVIIIe siècle)
- Sébastien Vincent, Laissés dans l’ombre : les Québécois engagés volontaires de 39-45 (ou quatorze Québécois racontent leur participation volontaire à la Seconde Guerre mondiale)

### Prix du Gouverneur général: littérature jeunesse de langue française - texte
- Camille Bouchard, Le Ricanement des hyènes
- Alain M. Bergeron, Les Tempêtes ou Les mémoires d’un Beatle raté
- Jean-Pierre Davidts, Le Baiser de la sangsue
- Danielle Marcotte, Les Sabots rouges
- Sylvain Meunier, L’Homme à la bicyclette

### Prix du Gouverneur général: littérature jeunesse de langue française - illustration
- Isabelle Arsenault, Le Cœur de monsieur Gauguin (Marie-Danielle Croteau)
- Pascale Constantin, La Vie comptée de Raoul Lecompte (Gilles Tibo)
- Luc Melanson, Les Compositeurs (Claudio Ricignuolo)
- Stéphane Poulin, Un chant de Noël (Lucie Papineau)
- Pierre Pratt, Le Jour où Zoé zozota (Pierre Pratt)

### Prix du Gouverneur général: traduction de l'anglais vers le français
- Rachel Martinez, Glenn Gould: un vie (Kevin Bazzana, Wondrous Strange: The Life and Art of Glenn Gould)
- Benoit Léger, Miracles en série (Carol Shields, Various Miracles)
- Lori Saint-Martin et Paul Gagné, Drôle de tendresse (Miriam Toews, A Complicated Kindness)
- Lori Saint-Martin et Paul Gagné, La Fille du Kamikaze (Kerri Sakamoto, One Hundred Million Hearts)
- Lori Saint-Martin et Paul Gagné, Le Vol du corbeau (Ann-Marie MacDonald, The Way the Crow Flies)

## Anglais

### Prix du Gouverneur général: romans et nouvelles de langue anglaise
- David Gilmour, A Perfect Night to Go to China
- Joseph Boyden, Three Day Road
- Golda Fried, Nellcott is My Darling
- Charlotte Gill, Ladykiller
- Kathy Page, Alphabet

### Prix du Gouverneur général: poésie de langue anglaise
- Anne Compton, Processional
- Barry Dempster, The Burning Alphabet
- Erin Mouré, Little Theatres
- W. H. New, Underwood Log
- Olive Senior, Over the Roofs of the World

### Prix du Gouverneur général: théâtre de langue anglaise
- John Mighton, Half Life
- Marjorie Chan, China Doll
- Don Druick, Through the Eyes
- Daniel MacIvor, Cul-de-sac
- Richard Sanger, Two Words for Snow

### Prix du Gouverneur général: études et essais de langue anglaise
- John Vaillant, The Golden Spruce: A True Story of Myth, Madness and Greed
- Ted Bishop, Riding with Rilke: Reflections on Motorcycles and Books
- Michael Mitchell, The Molly Fire
- Edward Shorter, Written in the Flesh: A History of Desire
- Jessica Warner, The Incendiary: The Misadventures of John the Painter, First Modern Terrorist

### Prix du Gouverneur général: littérature jeunesse de langue anglaise - texte
- Pamela Porter, The Crazy Man
- Francis Chalifour, After
- Barbara Nickel, Hannah Waters and the Daughter of Johann Sebastian Bach
- Gail Nyoka, Mella and the N'anga: An African Tale
- Shyam Selvadurai, Swimming in the Monsoon Sea

### Prix du Gouverneur général: littérature jeunesse de langue anglaise - illustration
- Rob Gonsalves, Imagine a Day (Sarah L. Thomson)
- Kyrsten Brooker, City Angel (Eileen Spinelli)
- Wallace Edwards, Mixed Beasts (Kenyon Cox)
- Murray Kimber, The Highwayman (Alfred Noyes)
- Rajka Kupesic, Maria Chapdelaine (Louis Hémon)

### Prix du Gouverneur général: traduction du français vers l'anglais
- Fred A. Reed, Truth or Death: The Quest for Immortality in the Western Narrative Tradition (Thierry Hentsch, Raconter et mourir : aux sources narratives de l’imaginaire occidental)
- Jane Brierley, America: The Lewis and Clark Expedition and the Dawn of a New Power (Daniel Vaugeois, America, 1803-1853 : l’expédition de Lewis & Clark et la naissance d’une nouvelle puissance)
- Susanne de Lotbinière-Harwood, Yesterday, at the Hotel Clarendon (Nicole Brossard, Hier)
- Wayne Grady, Return from Africa (Francine D'Amour, Le Retour d’Afrique)
- Fred A. Reed et David Homel, All that Glitters (Martine Desjardins, L'Élu du hasard)